# Staldenried
Staldenried je obec v německy mluvící části švýcarského kantonu Valais, v okrese Visp. Žije zde 537 obyvatel.

## Geografie
Obec se nachází na vysoko položeném svahu nad Staldenem v nadmořské výšce 1000 až 1900 metrů. Ze Staldenu je dostupná po silnici i lanovkou. Lanová dráha pokračuje druhým úsekem nahoru do vesnice Gspon. Staldenried se skládá z 20 různých vesnic s vlastním charakterem. Každá ze tří největších vesnic převzala důležitou společenskou funkci. Církevní centrum se nachází ve vesnici Zur Kirche, „světské“ centrum se nazývá Zur Tanne. Turistické centrum se nachází v Gsponu.

## Historie
Obec je poprvé zmiňována v roce 1389 ve slovním spojení am ryede. V roce 1638 je uváděna jako Stalden Riedt.
V roce 1548 vydaly vesnice Ried, Gspon, Kleeboden a Finilen společnou listinu, která upravovala dědická a kupní práva, pastvu, těžbu dřeva a využívání vody. Dodatky pocházejí z let 1587 a 1588. Z církevního hlediska patřil Staldenried k velké farnosti Visp a od roku 1535 ke Staldenu; v roce 1869 vytvořil vlastní farnost. Nový farní kostel podle projektu Felixe Grünwalda pochází z roku 1960. Od roku 1950 spojuje Staldenried s Gsponem a od roku 1951 se Staldenem lanová dráha, v rámci scelování statků byla v letech 1980–1982 vybudována silnice do údolí.

## Obyvatelstvo
| Rok            | 1802 | 1850 | 1900 | 1950 | 2000 | 2010 | 2012 | 2014 | 2016 |
| Počet obyvatel | 186  | 201  | 284  | 446  | 554  | 557  | 551  | 544  | 558  |

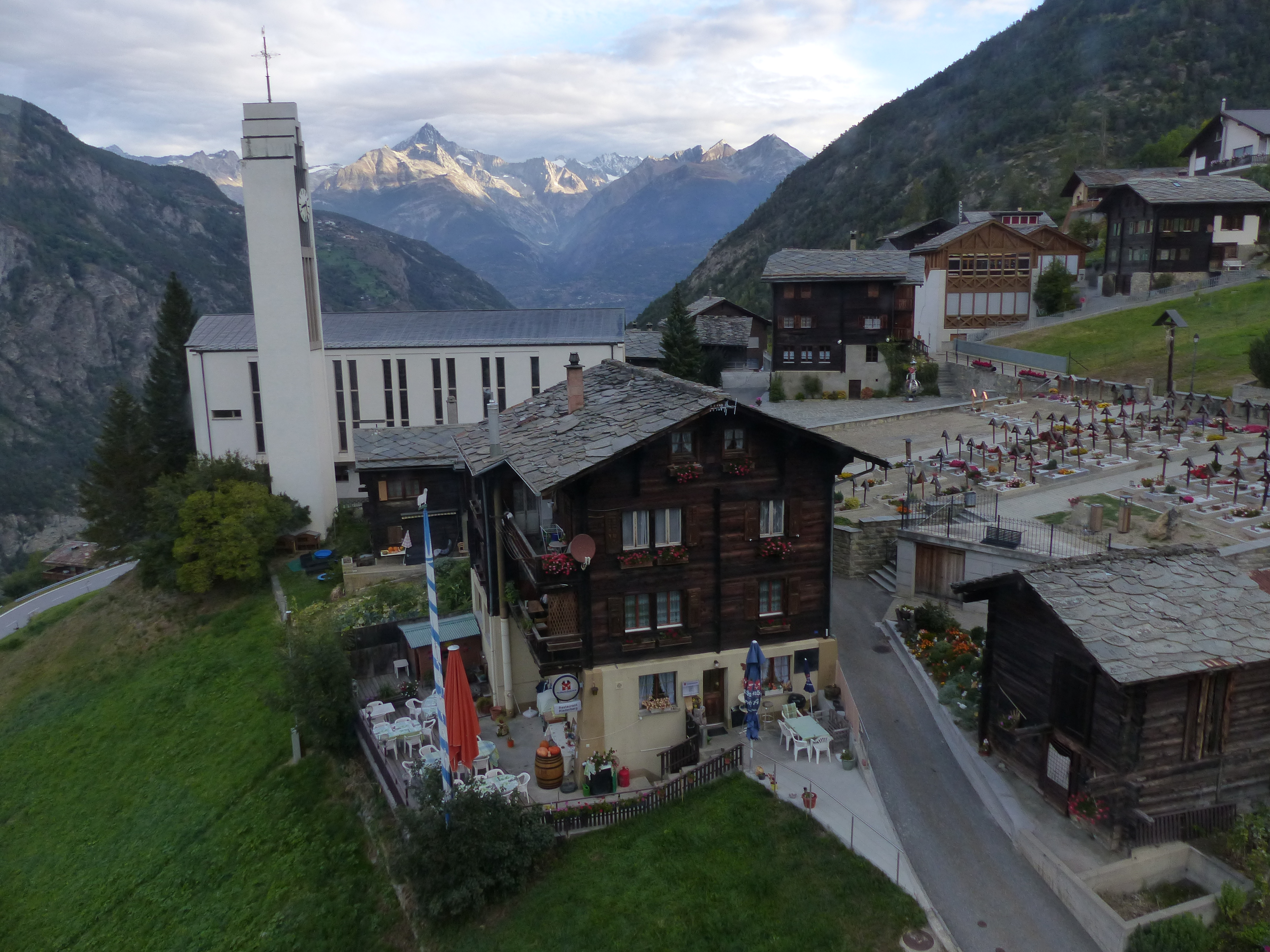
Centrum obce s kostelem

V roce 2000 hovořilo 99,1 % obyvatel obce německy. K římskokatolické církvi se hlásí 96,8 % obyvatel.

## Hospodářství
V roce 2000 pracovalo 79 % obyvatel mimo obec, hlavně v podniku Lonza ve Vispu; mnozí z nich se věnovali zemědělství na částečný úvazek (vinohrady, chov koz a ovcí, mlékárenství). Typické je místní plemeno černostrakatých ovcí.

## Zajímavosti
Součástí obce je osada Gspon, dostupná pouze lanovkou, ve které se nachází nejvýše v Evropě situovaný fotbalový stadion, Ottmar Hitzfeld Stadium. Hřiště se nachází ve výšce 2000 metrů nad mořem. Své zápasy zde odehrává místní amatérský klub FC Gspon. 

## Fotogalerie

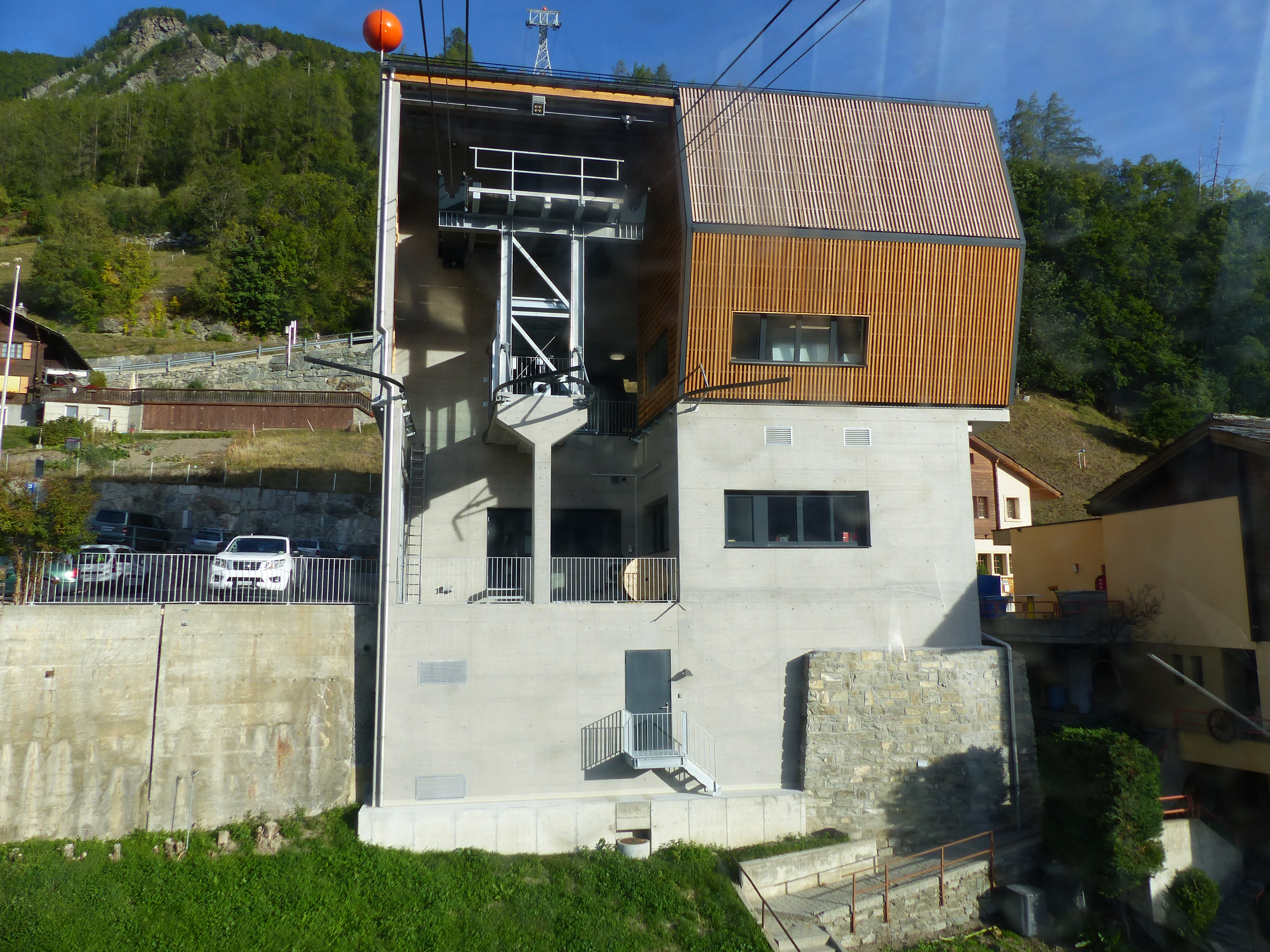
Mezistanice lanovky Staldenried
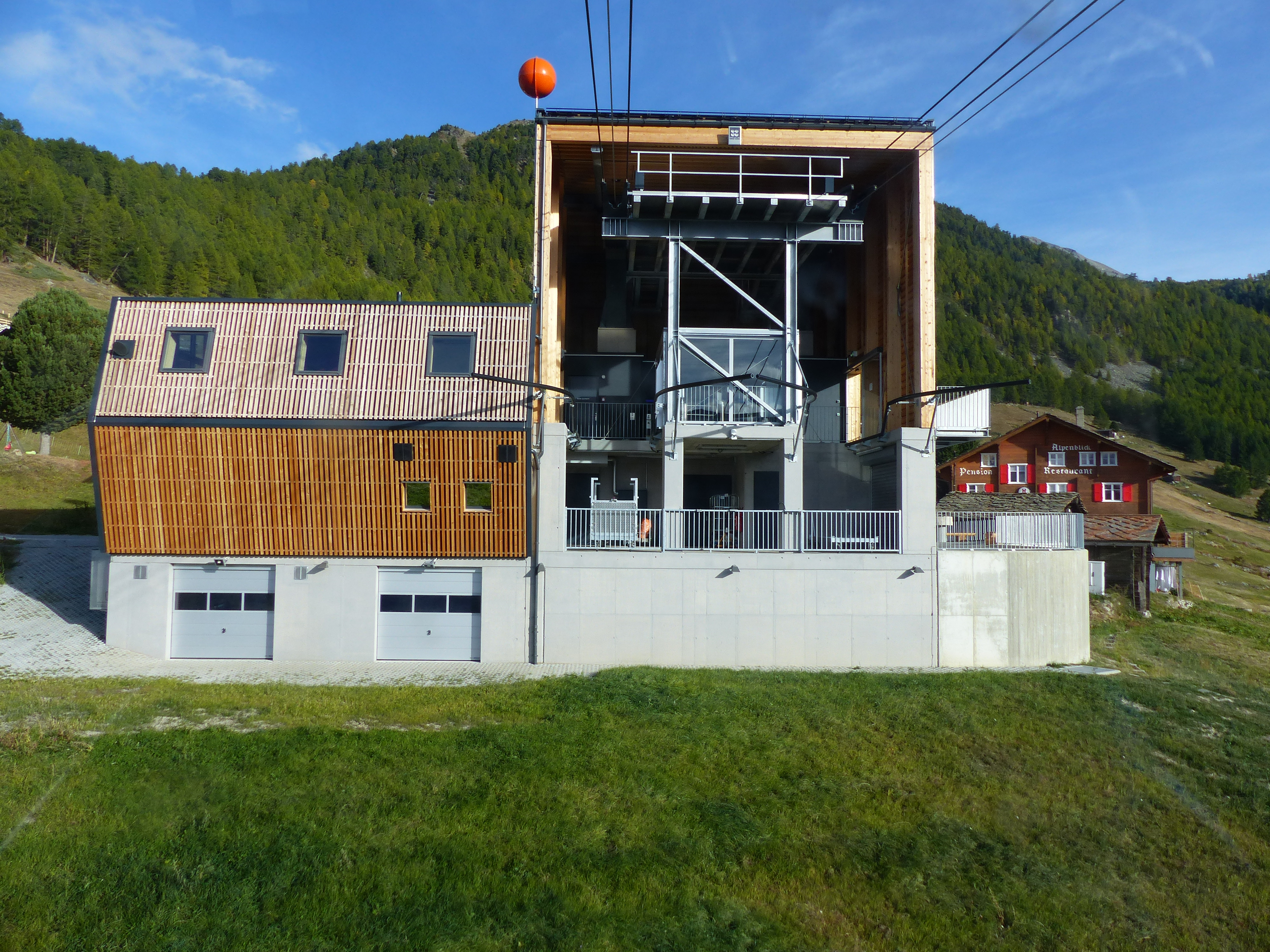
Horní stanice lanovky Gspon
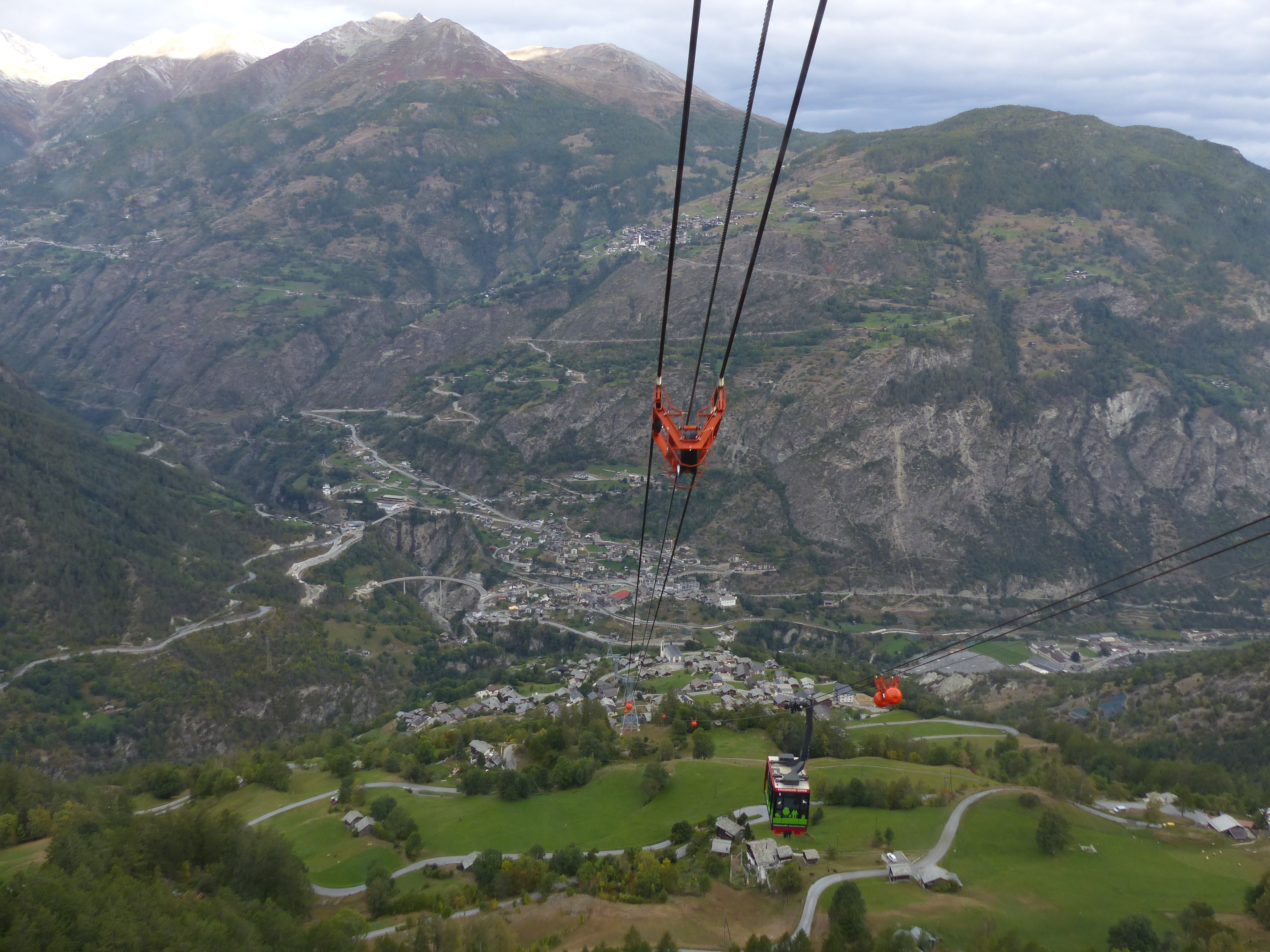
Lanovka
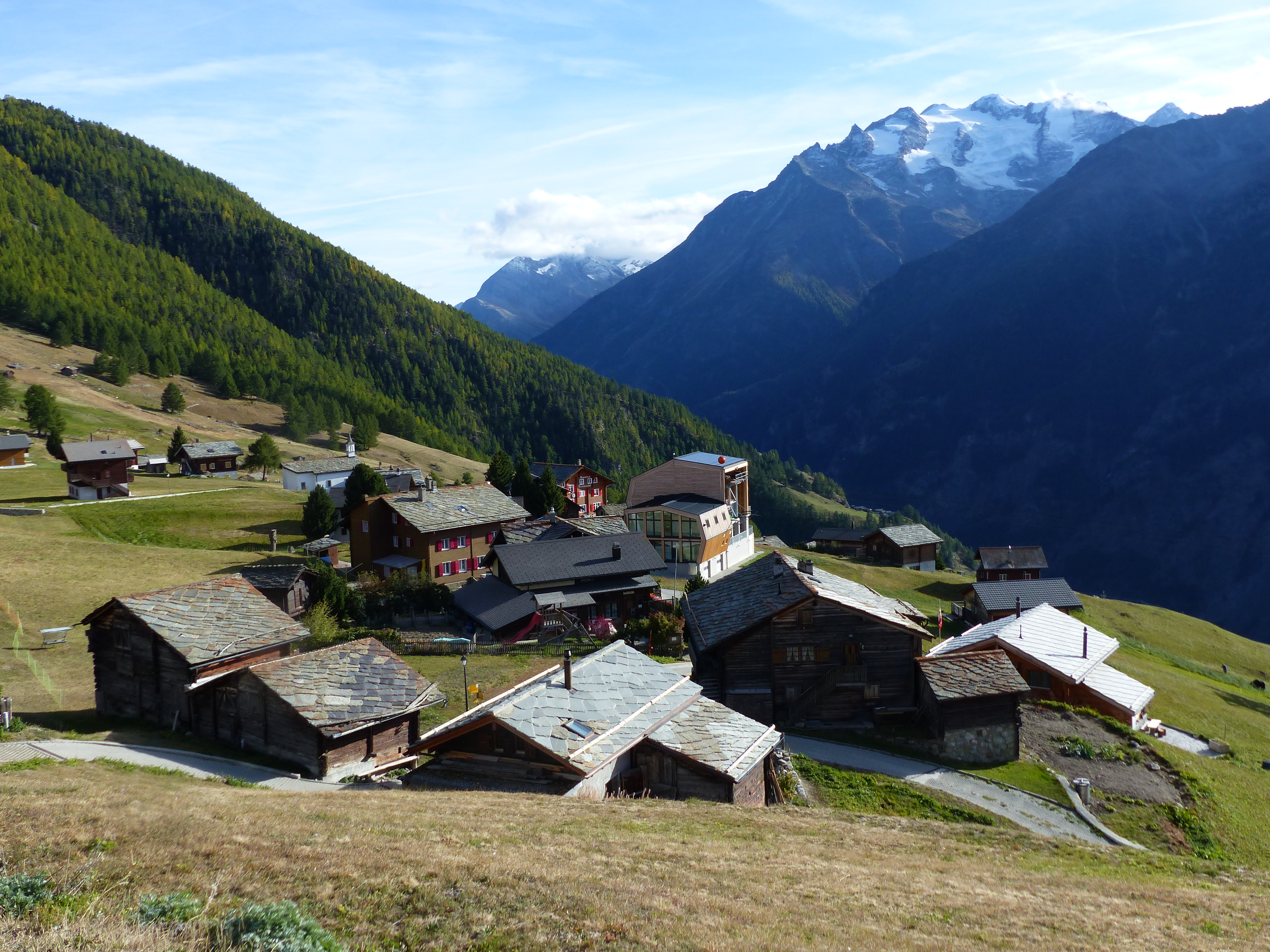
Gspon
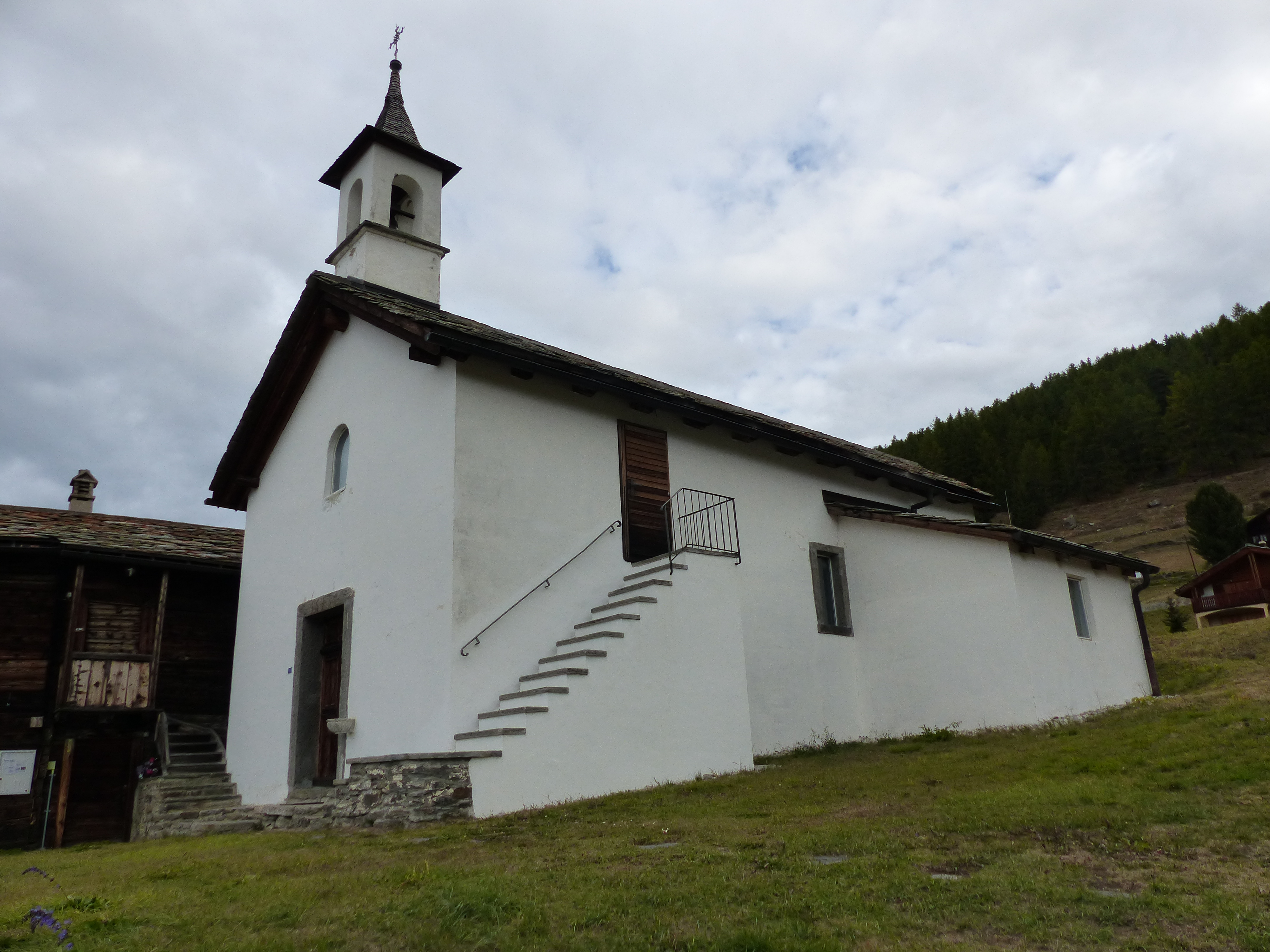
Gspon - kaple sv. Anny
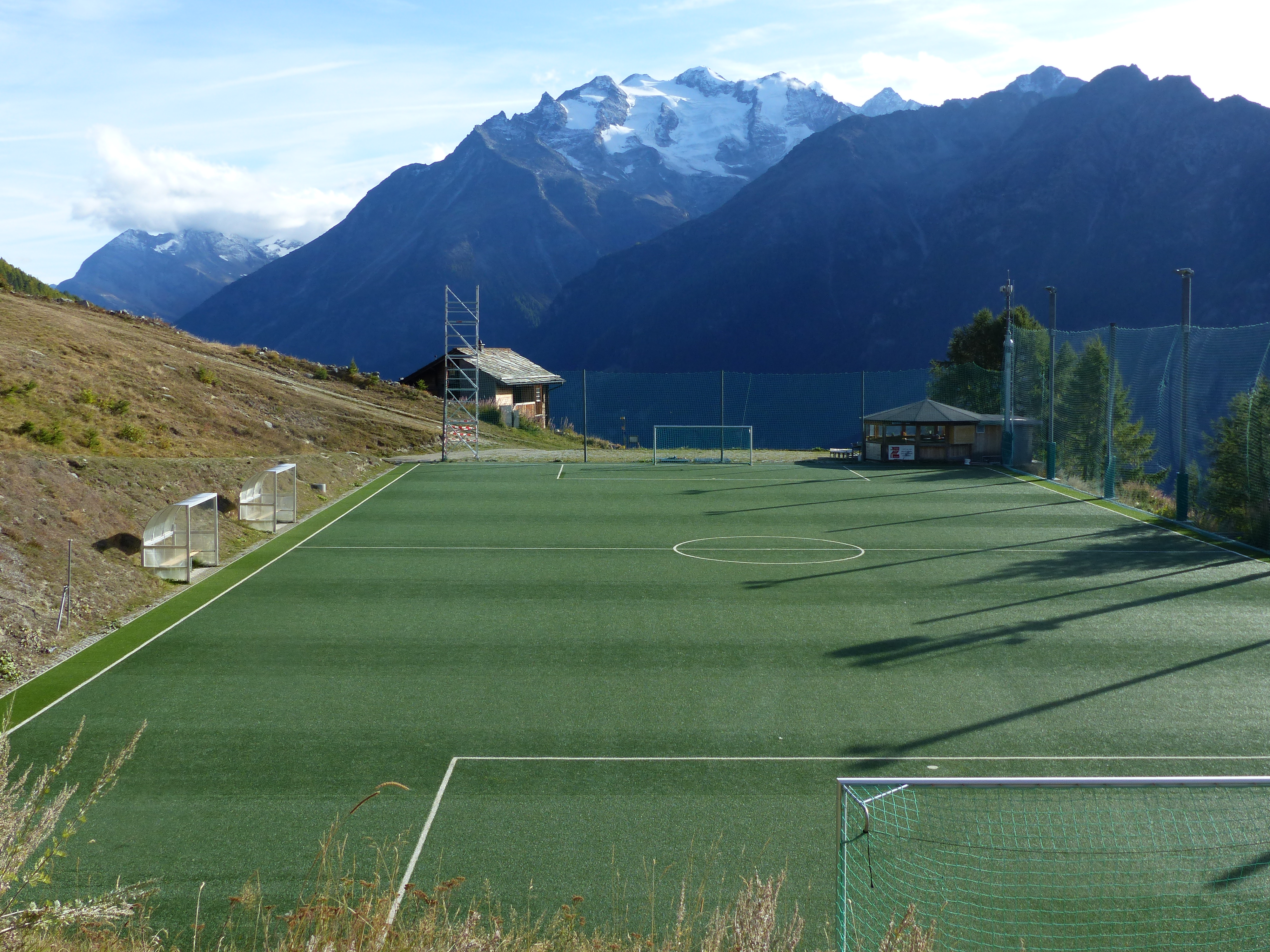
Ottmar Hitzfeld Stadium
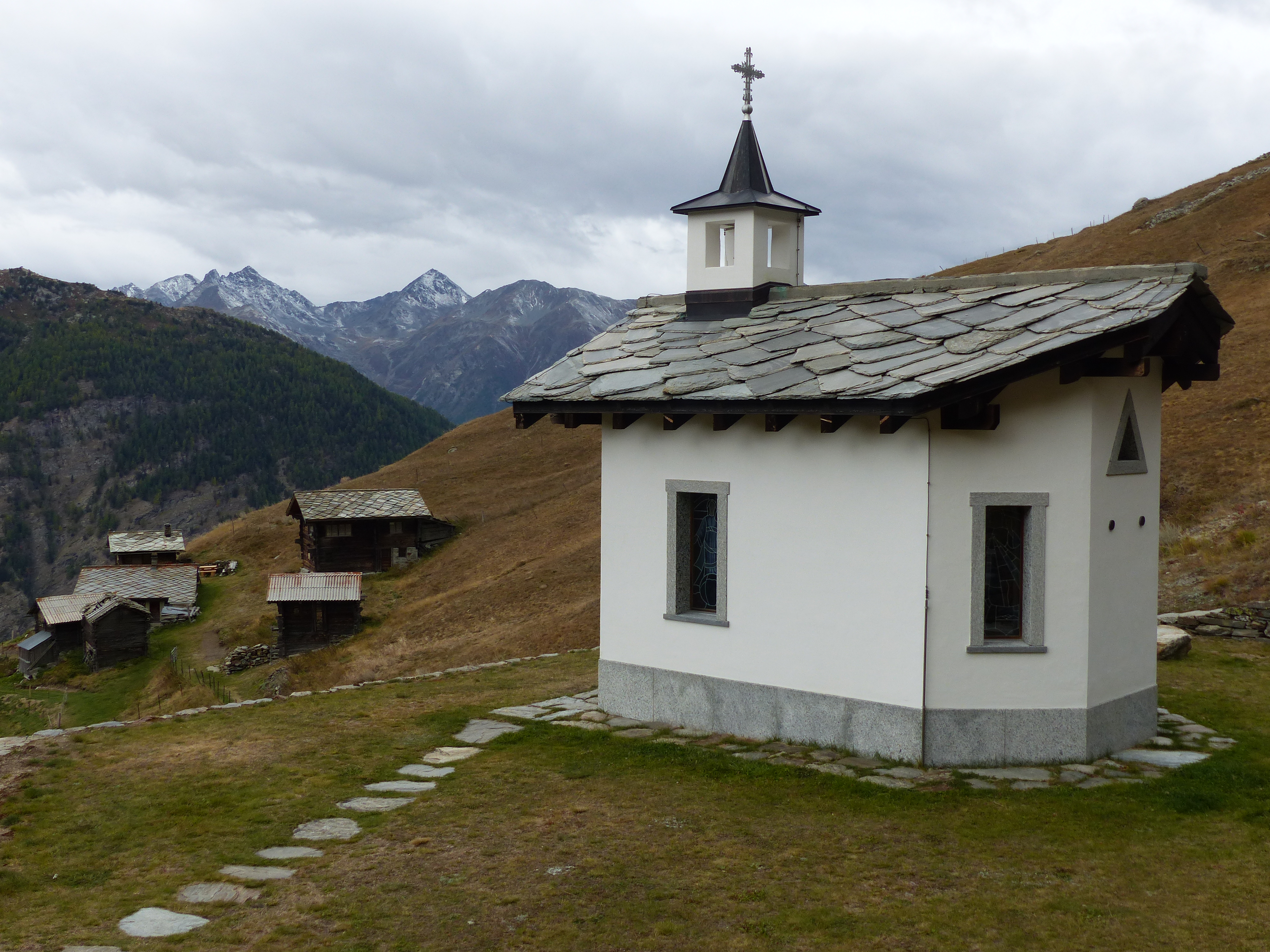
Finilu - kaple